# 125718 Jemasalomon
125718 Jemasalomon este o planetă minoră (asteroid) din centura de asteroizi. A fost descoperită pe 15 decembrie 2001 la Buthiers⁠(d) de Jean-Claude Merlin⁠(d). 
Obiectul prezintă o orbită caracterizată de o semiaxă mare de 2,4672428730114 UAi, o excentricitate de 0,11, o înclinație de 3,9 ° în raport cu ecliptica.